# James Cleverly

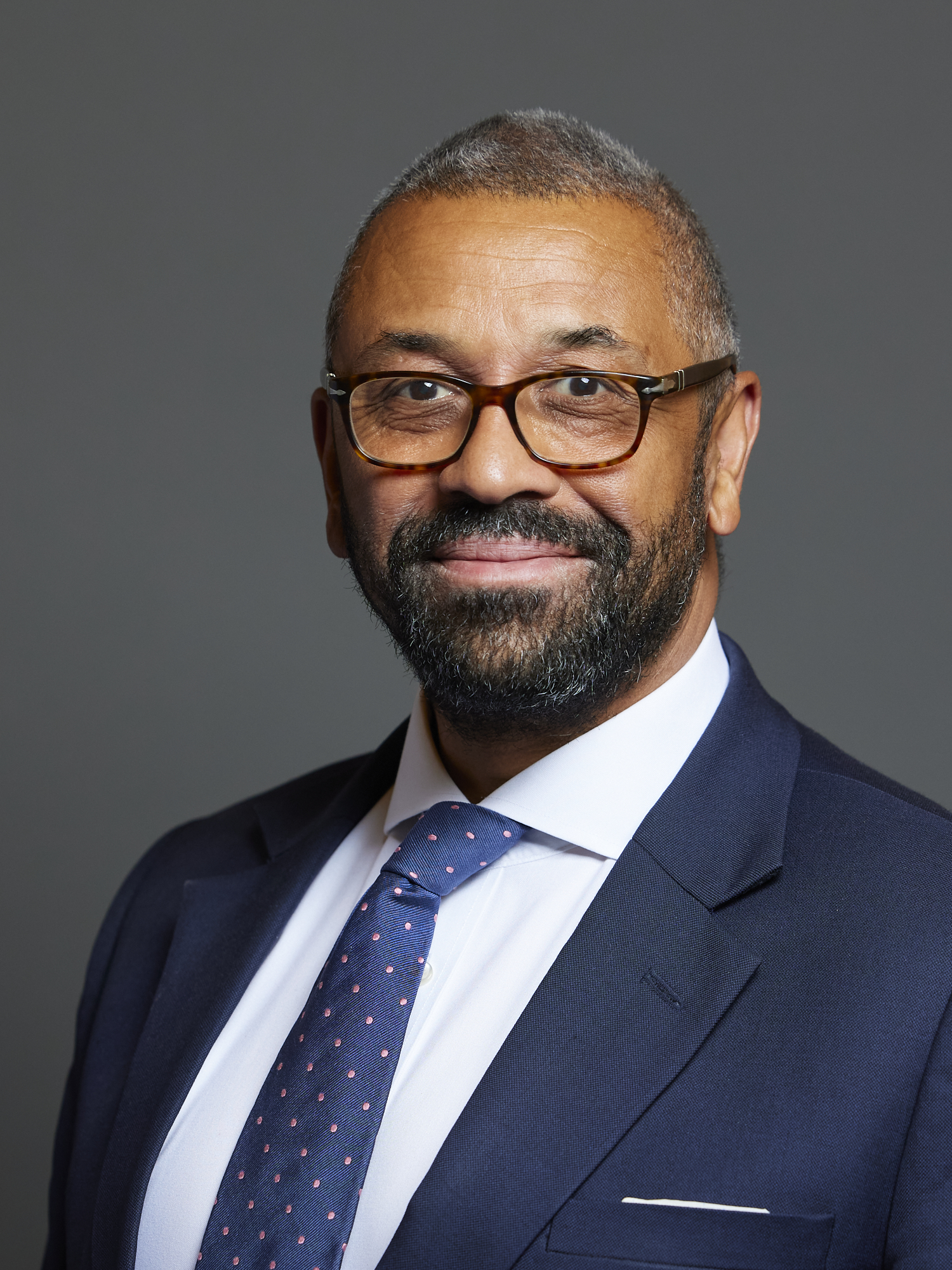
James Cleverly (2024)

James Spencer Cleverly (Lewisham, 4 september 1969) is een Britse politicus en reserveofficier. Hij is sinds 2015 voor de Conservatieve Partij lid van het Lagerhuis voor het district Braintree in Essex. Hij was van 13 november 2023 tot 5 juli 2024 minister van Binnenlandse Zaken  (Home Secretary) in het kabinet-Sunak. Eerder was hij minister van Buitenlandse Zaken (Foreign Secretary) en bekleedde hij verschillende posten in de regeringen van Theresa May, Boris Johnson en Liz Truss. 

## Biografie
Cleverly is de zoon van een Britse vader en een moeder uit Sierra Leone. Hij was in opleiding in het leger, maar moest zijn opleiding afbreken vanwege een beenblessure. Hij studeerde aan de Polytechnic of West London, waar hij een bachelor graad behaalde. Na zijn afstuderen werkte hij voor de Verenigde Nederlandse Uitgeverijen en daarna bij de uitgeverijen Informa, Crimson Publishing en Caspian Publishing.
In 1991 werd Cleverly aangesteld als tweede luitenant bij de Territorial Army (de reservisten van het Britse leger). Op 1 maart 2015 had hij de rang van luitenant-kolonel. Hij was enige tijd batterijcommandant bij de Royal Artillery.

## Politieke loopbaan
Cleverly was van 2008 tot 2016 voor de Conservatieve Partij lid van de London Assembly. Hij werd bij de Lagerhuisverkiezingen van 2015  gekozen in het district Braintree in Essex.
Cleverly was  bij het referendum over het Britse lidmaatschap van de EU in 2016 voorstander van Brexit. In het tweede Kabinet May was hij van 2018 tot 2019 plaatsvervangend voorzitter van de Conservatieve Partij en van april tot juli 2019 parlementair onderstaatssecretaris voor Exiting the European Union. Nadat Boris Johnson in juli 2019 tot premier werd benoemd, werd Cleverly bevorderd tot minister zonder portefeuille in het kabinet. Hij was samen met Ben Elliot co-voorzitter van de Conservatieve Partij van 2019 tot 2020.
Cleverly werd in de kabinetswijziging (reshuffle) van 2020 uit het kabinet gedegradeerd en benoemd tot staatssecretaris voor het Midden-Oosten en Noord-Afrika. In december 2021 werd hij staatssecretaris voor het Midden-Oosten, Noord-Afrika en Noord-Amerika, en in februari 2022 staatssecretaris voor Europa en Noord-Amerika. In juli 2022 werd hij minister van Onderwijs nadat minister Michelle Donelan ontslag had genomen tijdens de regeringscrisis rond het leiderschap van Boris Johnson.
In september 2022 werd Liz Truss gekozen als nieuwe leider van de Conservatieve Partij en volgde zij Johnson op als premier. Zij benoemde Cleverly tot minister van Buitenlandse Zaken. Hij hield deze positie na 25 oktober 2022 in het kabinet van Truss' opvolger Rishi Sunak.
Op 13 november 2023 benoemde Sunak Cleverly tot minister van Binnenlandse Zaken (Home Secretary) als opvolger van de ontslagen Suella Braverman.
Na de Lagerhuisverkiezingen van 4 juli 2024 was Cleverly lid van het Conservatieve schaduwkabinet van Sunak. Op 23 juli 2024 maakte hij bekend zich kandidaat te stellen voor het leiderschap van de Conservative Party. Hij werd in de vierde stemronde van de leiderschapsverkiezingen uitgeschakeld. Hij zag in eerste instantie af van een post in het schaduwkabinet van Kemi Badenoch, Sunaks opvolger als partijleider. In juli 2025 werd hij alsnog schaduwminister van volkshuisvesting.